# セラフィック・フェザー
『セラフィック・フェザー』は、うたたねひろゆきの漫画作品。原作は森本洋（単行本1-2巻）、武田俊也（単行本3巻以降）。『月刊アフタヌーン』に1993年11月号から2008年8月号にかけて、およそ15年にわたり連載された。単行本はアフタヌーンKCより全11巻。 
セラフ (Seraph) とはキリスト教やユダヤ教における熾天使のこと。

## 主要登場人物
オオミ・スナオ
超能力を持つ少年。
ケイ・ハイデマン
スナオの幼馴染の少女。
アティム・マザク
国連の査察官。「紅の守護天使」の異名を持つ。
アペプ・ハイデマン
ケイの義兄。
ヒカル・ハイデマン
ケイの姉。アペプの妻。故人。
ファーン・アイリス
アベプの秘書。色黒の女性。彼とは恋仲の関係にある。
アル・ハリハ
ダイスカーツ社の総裁。
A（エー）
マザクの幼い頃にそっくりの容姿を持つ少女。
アンソニー・ハイドロビュート
ダイスカーツ保安部のエージェント。
アナスタシア・ヒシカ

レン
国連軍所属。いつも飄々としていてとらえどころがない。
アリス

サウス・ギゼ

ストレイ

ウォルト・ハイデマン

マザー

テレーゼ

## 用語
エンブレムシード
星船から発見された結晶体。莫大なエネルギーを生み出すだけでなく、無から有を創造することまで可能とする。
センチネル
エンブレムシードの守護者。1号から5号までおり、重力制御など人類には未知の力を行使する。
星船
月で発見された異星人の遺跡。
星人
アゾートによって進化させられ、アゾートによって母星を破壊された異星人の集団。
アゾート
生物の精神エネルギーを食べる鉱物生命体。より大きなエネルギーを得るため生物の進化に介入し、最後は惑星を爆破して増殖・播種する。
従者（サーヴァント）
アゾートを守る者。アゾートが放出するエネルギーで生きる共生体。
軌道エレベータ
ダイスカーツ社
世界経済を支配する巨大企業。総裁はアル・ハリハ。
自由月面興国会議

## 関連書籍

### 単行本
アフタヌーンKC（講談社）から刊行されている。
1. 1994年4月。ISBN 978-4063140781
2. 1995年7月。ISBN 978-4063141160
3. 1996年5月。ISBN 978-4063141320
4. 1997年10月。ISBN 978-4063141665
5. 1999年2月。ISBN 978-4063141986
6. 2000年10月。ISBN 978-4063142525
7. 2002年3月22日。ISBN 978-4063142853
8. 2003年9月22日。ISBN 978-4063143317
9. 2005年3月23日。ISBN 978-4063143690
10. 2008年9月22日。ISBN 978-4063145205
11. 2008年9月22日。ISBN 978-4063145267

### イラスト集
- セラフィック・フェザーイラストレーションズ - 講談社、1998年12月。ISBN 978-4063300611